# Jack Johnson (bokser)
Jack Johnson, właśc. John Arthur Johnson, ps. Galveston Giant, Little Arthur (ur. 31 marca 1878 w Galveston, zm. 10 czerwca 1946 w Raleigh) – amerykański bokser, uznawany za jednego z najwybitniejszych mistrzów wagi ciężkiej w historii.

## Życiorys
Urodził się w biednej rodzinie, dlatego szybko musiał podjąć pracę zarobkową i opuścić dom rodzinny. W wieku 16 lat zetknął się z boksem i od razu objawił się jako wielki talent. Od 19. roku życia startował jako bokser zawodowy. Obdarzony wielką naturalną siłą fizyczną zgłębiał technikę boksu, szczególnie obrony. Przełomowy w jego karierze był rok 1903, kiedy zdobył tytuł „Kolorowego Mistrza Świata” wagi ciężkiej (w owym czasie funkcjonowała bariera rasowa) pokonując Eda „Denver” Martina w 20 rundach. W tym samym roku dwukrotnie obronił ten tytuł w pojedynkach z Samem McVey (również 20-rundowych). Przez kilka następnych lat pokonał wielu najlepszych bokserów, jednak z powodu wspomnianej bariery rasowej nie miał szansy na walkę o tytuł Mistrza Świata na terenie USA. Udało mu się to dopiero w roku 1908, kiedy ówczesny czempion Tommy Burns odbywał światowe tournée. Skuszony wysokim honorarium stanął do walki z Johnsonem.
Walka odbyła się 26 grudnia 1908 roku w Sydney w Australii. Johnson będąc znacznie silniejszym i lepszym bokserem od mistrza odgrywał się za wszystkie upokorzenia które go dotychczas spotykały z premedytacją przedłużając walkę i bezlitośnie maltretując Burnsa, dopiero w 14. rundzie policja przerwała walkę, sędzia ogłosił zwycięstwo Johnsona.
W Stanach Zjednoczonych rozpaczliwie szukano białego boksera, który mógłby „uratować honor białej rasy”, jednak Johnson bez trudu udowadniał swoją wyższość nad najlepszymi pięściarzami. Najgłośniejszym stał się jego pojedynek ze Stanleyem Ketchelem, do którego doszło 16 października 1909 roku w Colma (Kalifornia).
Stanley Ketchel był wówczas najlepszym bokserem wagi średniej. Różnica warunków fizycznych (Ketchel: wzrost 173 cm, waga 77,2 kg; Johnson: wzrost 186.5 cm, waga 93,2 kg) dawała tak olbrzymią przewagę Johnsonowi, że musiał on obiecać, że nie będzie dążył do znokautowania swojego rywala. Walkę zakontraktowano na 25 rund jako no decision. Johnson nie mógł jednak dotrzymać swojej obietnicy; kiedy w 12. rundzie Ketchel posłał go na deski zrozumiał, że musi znokautować jeśli sam nie chce być znokautowany i chwilę później zakończył walkę.

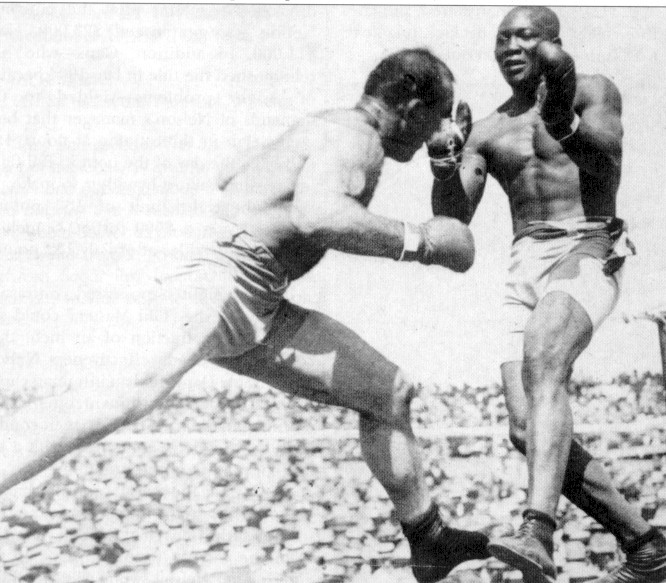
Kadr z walki Johnsona z Jeffriesem, „Arturek” „bawi się” ze starym mistrzem

W owym czasie znaleziono już tego, który miał odebrać Johnsonowi mistrzowski tytuł, był nim Jim Jeffries, bokser-legenda, który jako niepokonany mistrz wagi ciężkiej wycofał się w 1904 roku. Teraz miał on jednak olbrzymią nadwagę i musiał doprowadzić się do odpowiedniej formy. Do walki doszło dopiero 4 lipca 1910 roku w Reno (Nevada) w obecności 42000 widzów; po raz pierwszy użyto wówczas terminu „walka stulecia”. Jeffries, który w krótkim czasie zrzucił aż 41 kg nie był w stanie dorównać Johnsonowi, został przez niego łatwo pokonany. Również i tym razem czempion bezlitośnie wydrwił i zmasakrował swojego rywala, co stało się przyczyną poważnych zamieszek na tle rasowym.
Nie mogąc uporać się z Johnsonem na ringu sięgnięto po inne metody – został oskarżony o naruszenie tzw. ustawy Manna i zmuszony do ucieczki z kraju. Stoczył wiele walk w Europie, potem w Argentynie.
5 kwietnia 1915 roku w Hawanie stanął do walki z kolejną „białą nadzieją”, Jessem Willardem i został pokonany przez nokaut w 26. rundzie (walka była zakontraktowana na 45 rund, oglądało ją 30000 widzów). Był to najdłuższy w historii pojedynek o mistrzostwo świata wagi ciężkiej.
Jack Johnson boksował zawodowo aż do 1928 roku, a przez kolejne 5 lat toczył jeszcze regularnie walki pokazowe. Ostatnią pokazówkę dał w 1945 roku w Nowym Jorku w wieku 67 lat.
Zginął 10 czerwca 1946 roku, rozbijając prowadzony przez siebie samochód.
W 1990 został wpisany do bokserskiej galerii sław International Boxing Hall of Fame.
W 1970 Martin Ritt zrealizował film Wielka nadzieja białych, opowiadający o losach Jacka Johnsona, którego zagrał James Earl Jones, nominowany za tę rolę do Oscara.

## Bilans walk
- 78 zwycięstw
- 14 remisów
- 14 „no decision”
- 7 porażek